# Marcin Warcholak
Marcin Warcholak, né le 8 août 1989 à Wschowa, est un footballeur polonais. Il évolue au poste d'arrière gauche avec le club d'Arka Gdynia.

## Biographie
Il débute au Pogoń Wschowa puis au Nadodrze Polonia II Słubice. De 2007 à 2010 il joue avec Polonia Słubice et avec le Celuloza Kostrzyn nad Odrą lors de la saison 2009-2010. Il passe deux saisons au Ilanka Rzepin puis deux autres saisons au Gryf Wejherowo. Il joue durant une partie de la saison 2013-2014 avec le Stomil Olsztyn.
Depuis 2014 il joue avec le club d'Arka Gdynia, dont deux matchs en Ligue Europa lors de la saison 2016-2017.

## Palmarès
- Champion de Pologne de D2 en 2016 avec l'Arka Gdynia
- Vainqueur de la Coupe de Pologne en 2017 avec l'Arka Gdynia
- Vainqueur de la Supercoupe de Pologne en 2017 avec l'Arka Gdynia